# Mont-Organisé
Pour les articles homonymes, voir Mont.
Mont-Organisé  (Montòganize en créole haïtien) est une commune d'Haïti située dans le département du Nord-Est et de l'arrondissement d'Ouanaminthe.
La commune de Mont-Organisé est à une trentaine de kilomètres au sud de Fort-Liberté.

## Démographie
La commune est peuplée de 19 073 habitants(recensement par estimation de 2009).

## Administration
La commune est composée des sections communales de :
- Savanette
- Bois-Poux

## Économie
L'économie locale repose sur la culture du café et du citron vert.
Du minerai d'or est extrait dans la région du mont-Organisé.